# Glypta tenuata
Glypta tenuata är en stekelart som beskrevs av Dasch 1988. Glypta tenuata ingår i släktet Glypta och familjen brokparasitsteklar. Inga underarter finns listade i Catalogue of Life.